# Phenacoccus affinis
Phenacoccus affinis är en insektsart som beskrevs av Ter-grigorian 1963. Phenacoccus affinis ingår i släktet Phenacoccus och familjen ullsköldlöss.
Artens utbredningsområde är Armenien. Inga underarter finns listade i Catalogue of Life.